# رون توماس
رون توماس (19 نوفمبر 1950 بلويفيل في الولايات المتحدة - 14 يوليو 2018 بلويفيل في الولايات المتحدة) (بالإنجليزية: Ron Thomas)‏ هو لاعب كرة سلة أمريكي في مركز هجوم قوي الجسم. لعب مع Louisville Cardinals ‏.

## وصلات خارجية
- رون توماس على موقع سبورتس رفرنس (الإنجليزية)
- رون توماس على موقع كلية كرة السلة في سبورتس رفرنس.كوم (الإنجليزية)
- رون توماس على موقع ريلجم (الإنجليزية)